# Mistrzostwa Europy w Saneczkarstwie 1952
10. Mistrzostwa Europy w saneczkarstwie odbyły się w 1952 roku w zachodnioniemieckim Garmisch-Partenkirchen. Rozegrane zostały trzy konkurencje: jedynki kobiet, jedynki mężczyzn oraz dwójki mężczyzn. W tabeli medalowej najlepsza była Austria.

## Wyniki

### Jedynki kobiet
| Medal | Zawodniczka    | Narodowość | Czas | Strata |
| ----- | -------------- | ---------- | ---- | ------ |
|       | Maria Isser    | Austria    |      |        |
|       | Erika Schiller | RFN        |      |        |
|       | Rosa Perz      | Austria    |      |        |

### Jedynki mężczyzn
| Medal | Zawodnik       | Narodowość | Czas | Strata |
| ----- | -------------- | ---------- | ---- | ------ |
|       | Rudolf Maschke | RFN        |      |        |
|       | Paul Aste      | Austria    |      |        |
|       | Albert Krauss  | Austria    |      |        |

### Dwójki mężczyzn
| Medal | Zawodnicy                  | Narodowość | Czas | Strata |
| ----- | -------------------------- | ---------- | ---- | ------ |
|       | Paul Aste/Heinrich Isser   | Austria    |      |        |
|       | Hans Krausner/Luis Schlögl | Austria    |      |        |
|       | Wilhelm Lache/Josef Isser  | Austria    |      |        |

## Klasyfikacja medalowa
| Miejsce | Państwo |   |   |   | Razem |
| ------- | ------- | - | - | - | ----- |
| 1.      | Austria | 2 | 2 | 3 | 7     |
| 2.      | RFN     | 1 | 1 | 0 | 2     |